# 比奇格羅夫 (阿肯色州)
比奇格羅夫（英語：Beech Grove）是位於美國阿肯色州格林縣的一個非建制地區。該地的面積和人口皆未知。

## 地理
比奇格羅夫的座標為36°10′20″N 90°37′09″W / 36.17222°N 90.61917°W，而該地的平均海拔高度為94米（即308英尺）。